# Schloss Haynau

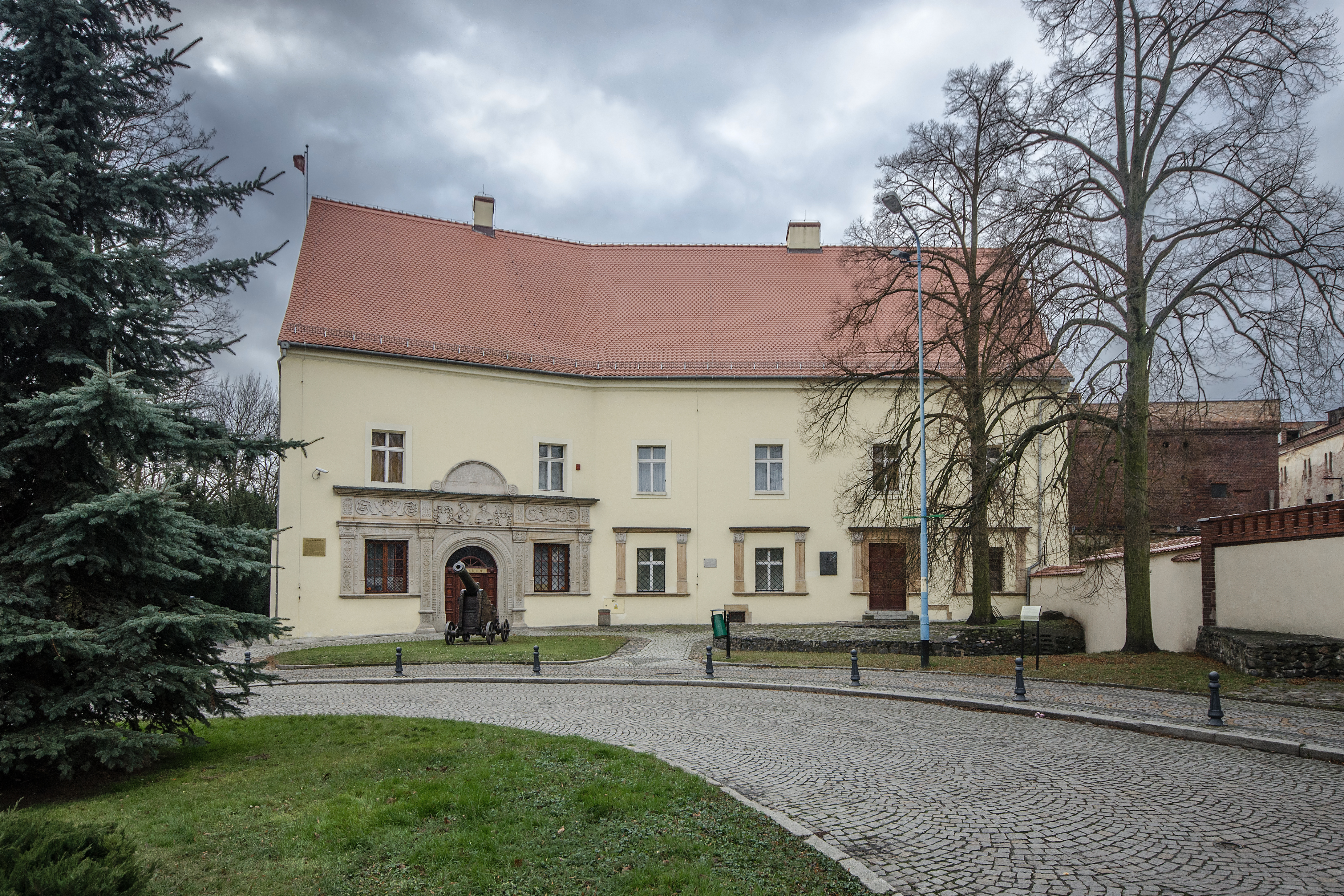
Schloss Haynau

Das Schloss Haynau (polnisch Zamek Piastowski w Chojnowie) ist ein Schloss in Chojnów (deutsch Haynau) im Powiat Legnicki (Kreis Liegnitz) in der Woiwodschaft Niederschlesien in Polen. Historisch war die Stadtburg, die 1546–1547 zu einem Renaissanceschloss umgebaut wurde, zeitweise Residenz des Herzogtums Haynau.

## Geschichte

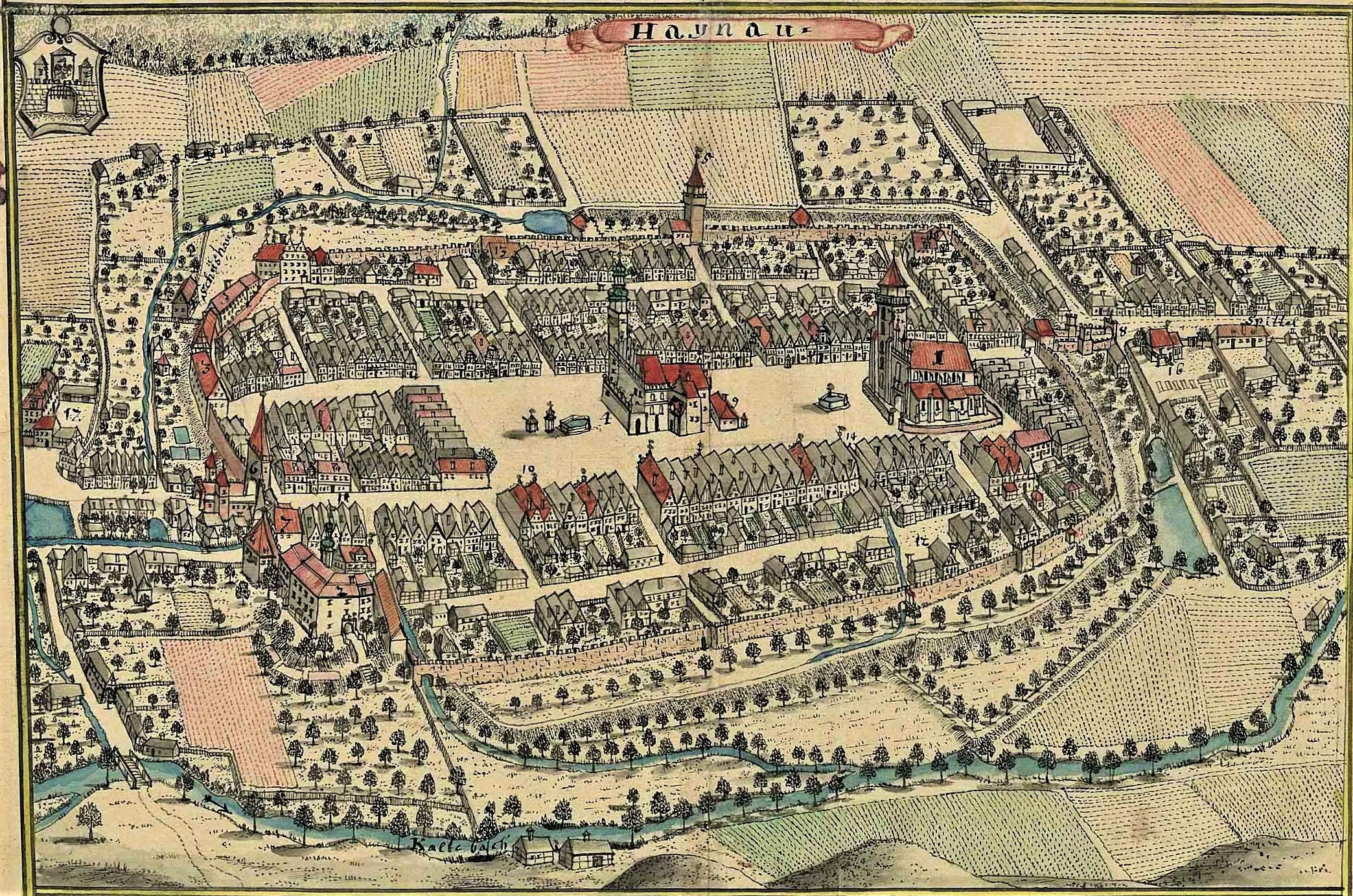
Ansicht der Stadt Haynau Mitte des 18. Jahrhunderts – links unten das Schloss Haynau

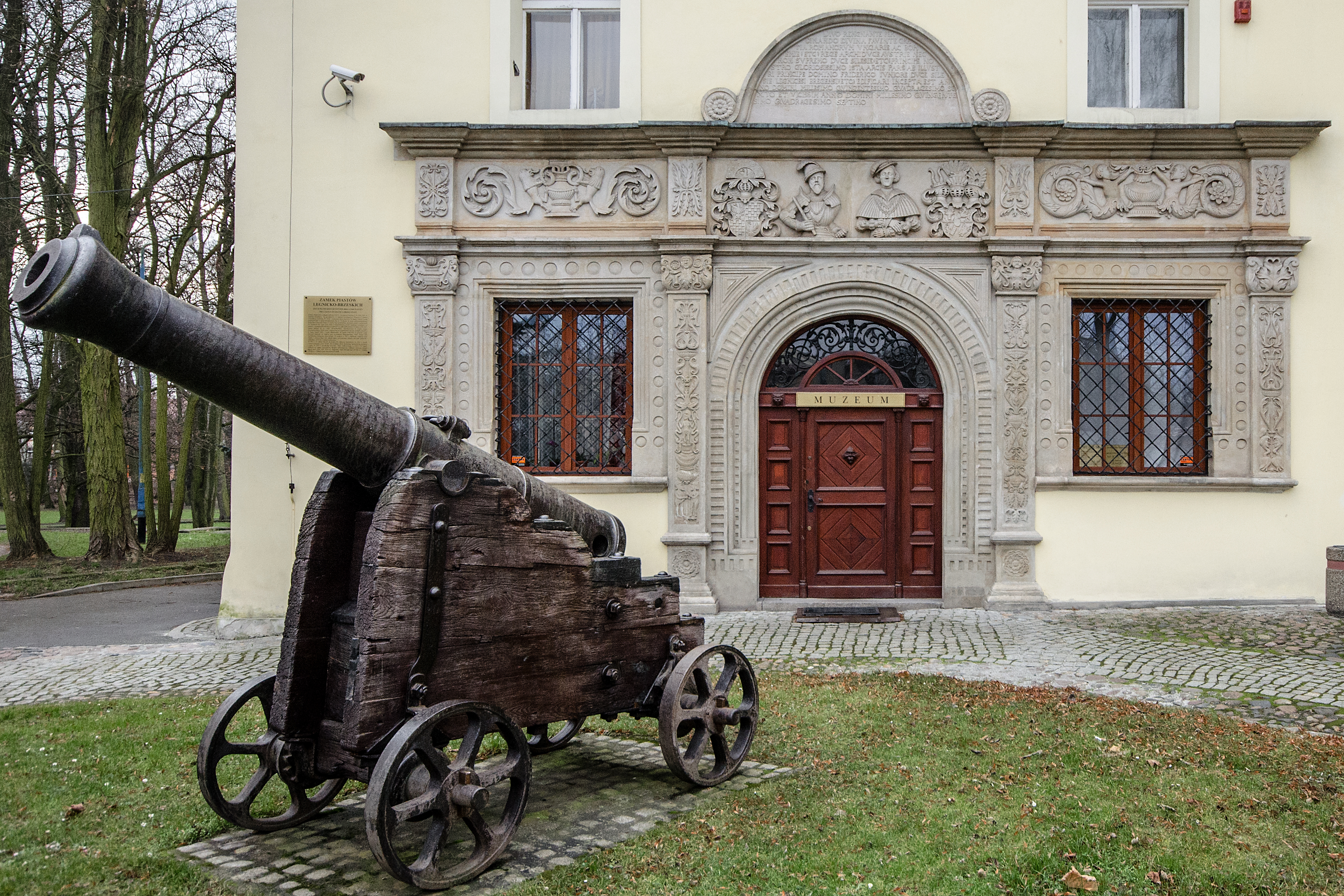
Renaissanceportal

An der Stelle einer Kastellanei, deren Burggraf erstmals 1292 urkundlich belegt ist, entstand 1329 eine gotische Burg. Sie lag an der Via Regia Lusatiae Superioris im Südwesten der Stadt. Als erster „Herzog von Haynau“ titulierte Heinrich IX., ein Sohn des Herzogs Heinrich VIII. Danach diente die Burg weiteren Familienmitgliedern als Residenz. Um die Mitte des 15. Jahrhunderts erfolgte ein grundlegender Umbau, wobei im Südosten ein zweiter Hof und ein Turm errichtet wurden. 1503 brannte die gotische Burg ab, und 1510 stürzte einer der beiden Türme ein. Ab 1545 residierte Herzog Friedrich III. in Haynau, der zwei Jahre später Herzog von Liegnitz wurde. Er baute 1546/47 die abgebrannte Herzogsburg wieder auf und gestaltete sie zu einem Renaissanceschloss um.  Über dem Portal des Schlosses befinden sich Brustbilder des Herzogs Friedrich III. und seiner Frau Katharina († 1586), Tochter des Herzogs Heinrich V. von Mecklenburg. Baumeister war wahrscheinlich Franz Parr (Pahr), der auch am Umbau des Piastenschlosses in Brieg beteiligt war.
1596 wies Herzog Joachim Friedrich der Witwe des Herzogs Johann Georg Anna von Württemberg Haynau als Leibgedinge zu. Auch nach ihrem Tod 1616 wurde das Schloss für weitere Herzoginnen als Witwensitz genutzt. 
Mit dem Tod des letzten schlesischen Piasten Georg Wilhelm erlosch 1675 die Linie der Liegnitzer Piasten. Das Herzogtum Liegnitz mit seinen Teilherzogtümern zog Kaiser Leopold in seiner Eigenschaft als König von Böhmen als erledigte Lehen für die Krone Böhmen ein. 1707 wurde in dem unbewohnten Ostflügel des Schlosses für die katholischen Gläubigen eine Marienkapelle eingerichtet. Infolge des Ersten Schlesischen Kriegs fiel Haynau 1742 zusammen mit Schlesien an Preußen. Nach einem Brand 1762 erfolgte nur ein teilweiser Wiederaufbau des Schlosses. Nach einem weiteren Feuer wurde der Südflügel vollständig abgetragen und der Nordflügel um ein Stockwerk reduziert.
Der erhaltene Flügel wurde 1831 von der Stadt Haynau erworben und als Schule und zeitweise als Lazarett genutzt. Nach 1875 war hier das Amtsgericht untergebracht, ab 1933 beherbergte es ein Heimatmuseum, 1934 wurde das Portal restauriert. 
Nach dem Übergang an Polen 1945 wurde das Schloss 1957–1959 restauriert und danach das Stadtmuseum eingerichtet. 1990–1994 wurden Reste der gotischen Burg aufgedeckt.

## Bauwerk
Das Gebäude ist siebenachsig und folgt dem Verlauf der abknickenden Stadtmauer. Nur in der Portalzone hat der Bau eine aufwändigere Gestaltung. Dort sind die profilierten Gewände des Rundbogenportals von mit verzierten Pilastern eingefasste Seitenfenster eingerahmt. Eine Inschriftenkartusche trägt den Namen des Kaisers Ferdinand I. und die Datierung 1547. Durch archäologische Grabungen wurden Fundamente eines mittelalterlichen freistehenden Rundturms freigelegt und sichtbar präpariert.